# Hà Nam
Hà Nam é uma província do Vietnã.